# Meharia rolandi
Meharia rolandi is een vlinder uit de familie van de Houtboorders (Cossidae). De wetenschappelijke naam van de soort is voor het eerst gepubliceerd in 2018 door Roman Viktorovitsj Jakovlev.
De spanwijdte van het mannetje bedraagt 16 millimeter.
De soort komt voor in de Verenigde Arabische Emiraten.